# Orhan Eyüpoğlu
Orhan Eyüpoğlu, né en 1918 à Aydın ou Samsun (Empire ottoman) et mort d'une crise cardiaque le 29 novembre 1980, est un homme politique turc. Diplômé de la faculté de droit (tr) de l'université d'Istanbul, il est directeur adjoint de la police d'Istanbul et plus tard, vice-Premier ministre de Turquie (tr) dans les deuxième et troisième (en) gouvernements de Bülent Ecevit, à la fin des années 1970. 